# Culex wigglesworthi
Culex wigglesworthi är en tvåvingeart som beskrevs av Edwards 1941. Culex wigglesworthi ingår i släktet Culex och familjen stickmyggor. Inga underarter finns listade i Catalogue of Life.